# Ewald Haase

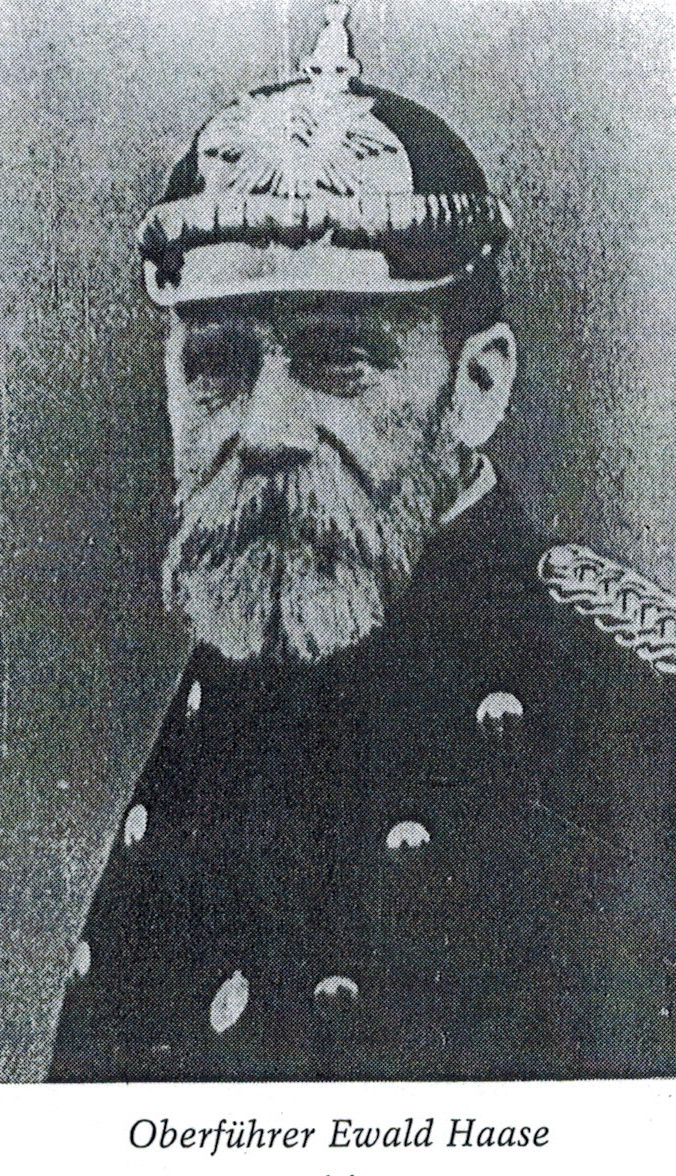
Ewald Haase in Feuerwehruniform

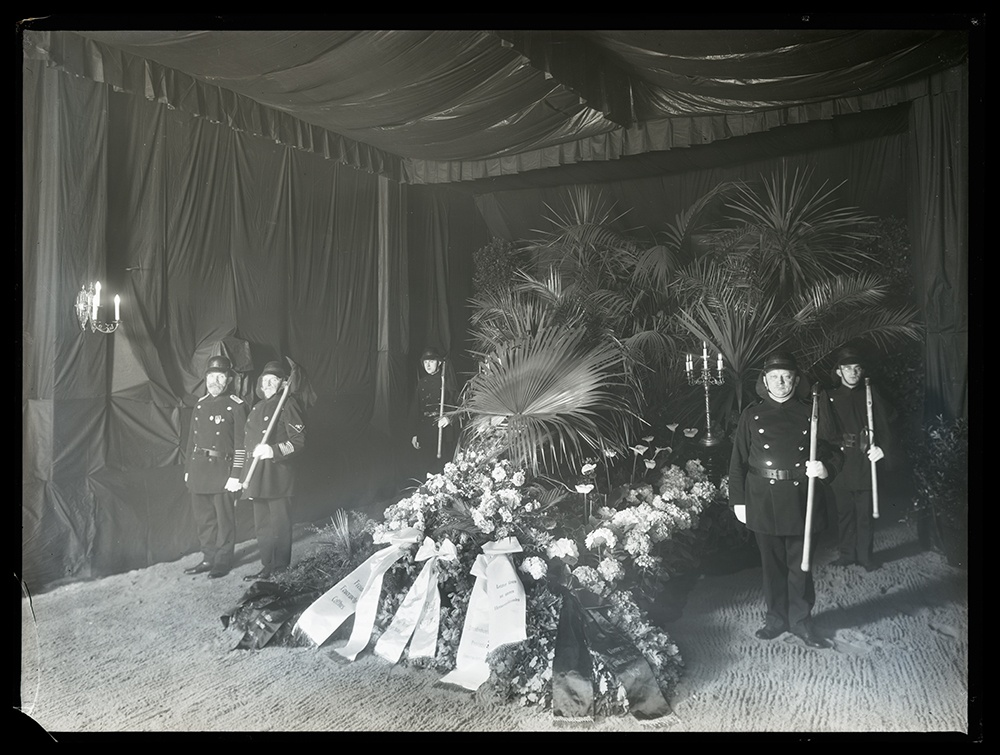
Ehrenwache am Sarg von Ewald Haase

Ewald Haase (* 8. Mai 1849; † 27. Mai 1930 in Cottbus) war ein deutscher Feuerwehrmann, Politiker und Radsportfunktionär. Er gilt als Urvater der Cottbuser Feuerwehr und als Pionier des Cottbuser Radsports. 1926 wurde er zum Ehrenbürger von Cottbus ernannt.

## Leben
Ewald Haase wurde als Sohn eines Handschuhmachermeisters geboren. Nach dem Besuch der Bürgerschule erlernte er den Beruf des Vaters. Dabei arbeitete er auch in Magdeburg und Wien. Später übernahm er das Cottbuser Geschäft des Vaters in der Berliner Straße.
Ab 1871 war er Mitglied der Freiwilligen Feuerwehr, die 1863 durch Mitglieder des Turnvereins Cottbus 1861 gegründet worden war. 1898 wurde er stellvertretender Oberführer, ab 1901 Oberführer und 1928 bis zu seinem Tod Ehrenoberführer. 1897 wurde Haase Vorsitzender das 9. Unterverbandes des Provinzial-Feuerwehrverbandes und übernahm 1915 die Leitung der Geschäftsstelle des Provinzialverbandes.
1902 wurde Haase Stadtverordneter in Cottbus. Außerdem wurde er 1913 als einer von drei Vertretern des Wahlkreises Regierungsbezirk Liegnitz 8 (Lauban, Stadt- und Landkreis Görlitz) in das Preußische Abgeordnetenhaus gewählt, dem er bis 1918 angehörte. Dort war er Mitglied der Fraktion der Fortschrittlichen Volkspartei. Dabei engagierte er sich in Ausschüssen für das Feuerwehrlöschwesen und die Brandenburgische Feuerwehr-Unfallkasse.
Ewald Haase fuhr sehr gern Fahrrad und war zwischen 1897 und 1921 Gau-Vorsitzender des Deutschen Radfahrer-Bundes.

## Ehrungen
1926 wurde er zu seinem 25-jährigen Jubiläum als Oberführer bei der Cottbuser Feuerwehr zum Ehrenbürger von Cottbus ernannt. Kurz nach seinem Tod wurde im Juni 1930 die neue Hauptfeuerwehrwache eröffnet. Die Straße davor erhielt ihm zu Ehren den Namen Ewald-Haase-Straße, den sie noch heute trägt.